# Morristown (Dakota Południowa)
Morristown – miasto w Stanach Zjednoczonych, w stanie Dakota Południowa, w hrabstwie Corson.